# Garvin (Minnesota)
Garvin és una població dels Estats Units a l'estat de Minnesota. Segons el cens del 2000 tenia 159 habitants.

## Demografia
Segons el cens del 2000, Garvin tenia 159 habitants, 57 habitatges, i 44 famílies. La densitat de població era de 227,4 habitants per km².
Dels 57 habitatges en un 45,6% hi vivien nens de menys de 18 anys, en un 61,4% hi vivien parelles casades, en un 5,3% dones solteres, i en un 22,8% no eren unitats familiars. En el 19,3% dels habitatges hi vivien persones soles el 14% de les quals corresponia a persones de 65 anys o més que vivien soles. El nombre mitjà de persones vivint en cada habitatge era de 2,79 i el nombre mitjà de persones que vivien en cada família era de 3,2.
Per edats la població es repartia de la següent manera: un 32,1% tenia menys de 18 anys, un 8,2% entre 18 i 24, un 31,4% entre 25 i 44, un 18,2% de 45 a 60 i un 10,1% 65 anys o més.
L'edat mediana era de 33 anys. Per cada 100 dones de 18 o més anys hi havia 107,7 homes.
La renda mediana per habitatge era de 38.750 $ i la renda mediana per família de 41.429 $. Els homes tenien una renda mediana de 25.556 $ mentre que les dones 18.750 $. La renda per capita de la població era de 13.108 $. Entorn del 7,4% de les famílies i el 8,2% de la població estaven per davall del llindar de pobresa.

## Poblacions més properes
El següent diagrama mostra les poblacions més properes.